# Aetomilitsa
Aetomilitsa (greacă Αετομηλίτσα, în aromână Deniscu) este o comunitate în prefectura Ioannina din Grecia. Populația comunității era în anul 2001 de 304 locuitori. Aetomilitsa este în același timp și cel mai înalt sat din Grecia, situându-se la o înălțime de 1500 metri. Satul a avut o importanță deosebită în timpul Războiului Civil al Greciei, primul guvern al Armatei Democratice a Greciei (Dimokratikos Stratos Elladas, DSE) fiind în Aetomilitsa. După războiul civil cetățenii Aetomilitsei au plecat în Albania și în alte țări socialiste. Populația este formată în principal de Aromâni (denumiți și Vlahi).